# Haarlemmertrekvaart

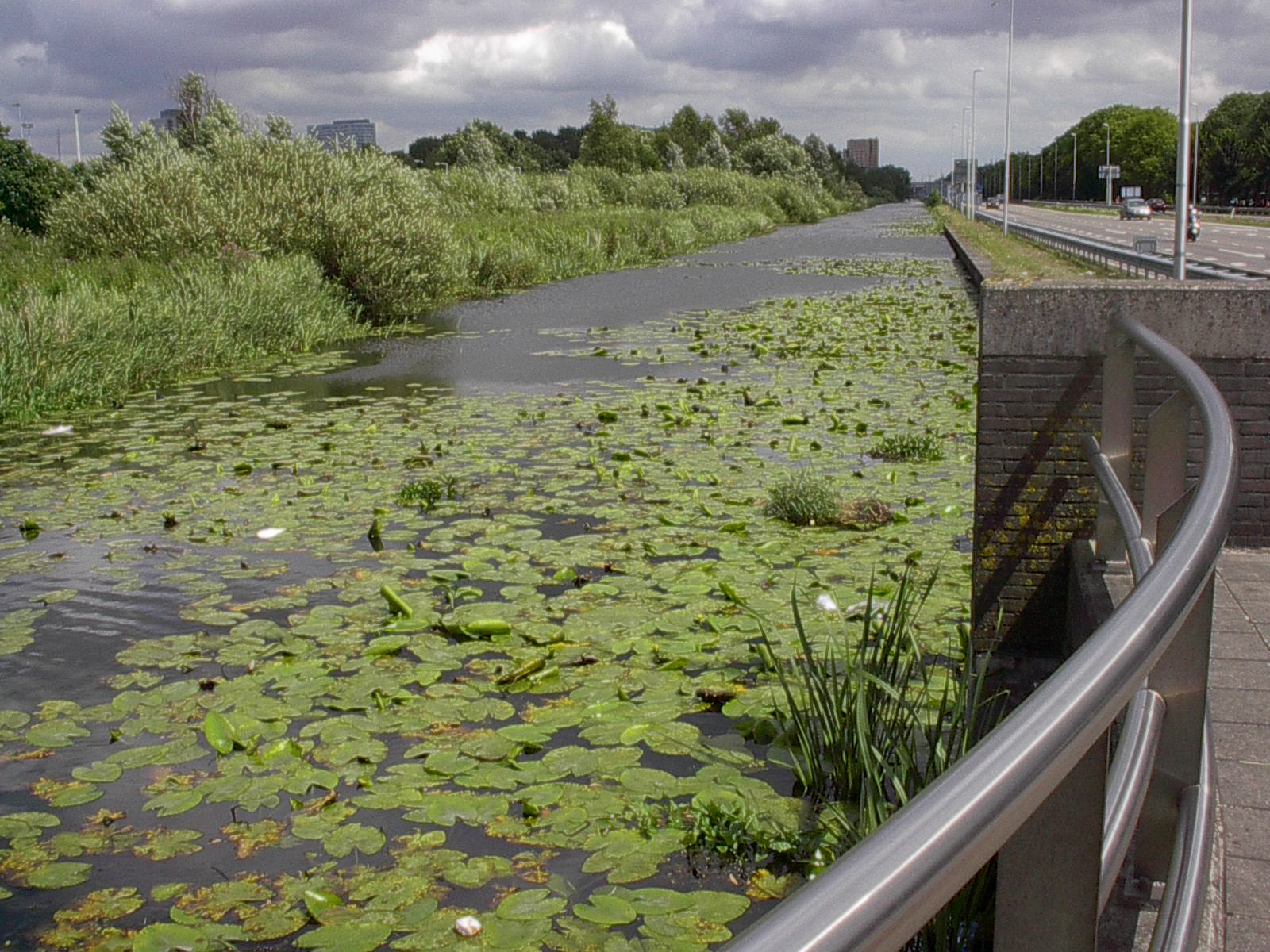
Teil der Trekvaart

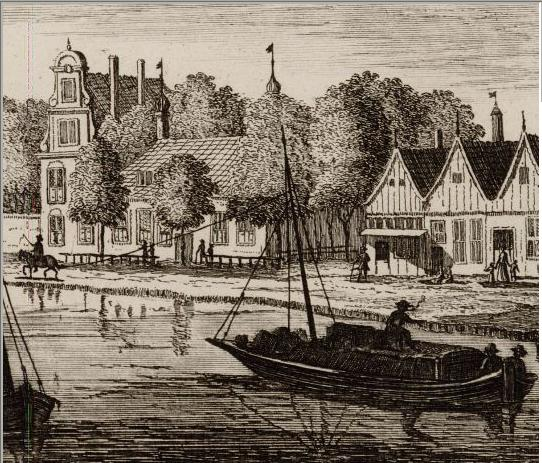
Trekschuit um 1730

Die Haarlemmertrekvaart ist ein Kanal zwischen Amsterdam und Haarlem, der bis nach Noordwijk führt.
Bis zum 17. Jahrhundert verlief die wichtigste Verbindung zwischen Amsterdam und Haarlem über das IJ. Die Straßenverbindung ging bis zum Beginn des 16. Jahrhunderts über Sloten und Vijfhuizen. Als diese Verbindung vom Haarlemmermeer weggespült wurde, blieb nur noch der kurvenreiche Weg über den Spaarndammerdeich.
Im Jahr 1631 beschlossen die Städte Amsterdam und Haarlem eine Trekvaart anzulegen. Es war die erste Trekvaart in Holland. Der Kanal wurde in direkter Verbindung zwischen der Haarlemmerpoort in Amsterdam und der Amsterdamerpoort in Haarlem. 1632 war die Verbindung fertiggestellt. Entlang des Kanals war ein Treidelpfad angelegt, der 1762 gepflastert wurde. Dieser Pfad war der Vorläufer des heutigen Haarlemmerwegs.
Das Treideln mit Treidelschuten war im 17. und 18. Jahrhundert die komfortabelste, zuverlässigste und regelmäßig verkehrende Transportmethode in den Niederlanden. Nur in den Frostperioden wurde der Verkehr eingestellt. Auf halbem Weg mussten die Fahrgäste an einem Wassereinlaufwerk einer Windmühle umsteigen. Die Schuten konnten bis zu 30 Fahrgäste aufnehmen und wurden von Pferden gezogen.
Auch als 1839 eine Eisenbahnlinie eröffnet wurde, fuhren die Treidelschuten weiter, aber der Verkehr nahm immer mehr ab. Der regelmäßige Schiffsverkehr wurde eingestellt. Der Kanal dient heute noch der Be- und Entwässerung und ist zwischen Halfweg und Westerpark ein Entwässerungskanal des Wasserverbandes (Hoogheemraadschap) Rijnland.